# Мурга Андрій Юрійович
Андрі́й Ю́рійович Мурга (нар. 7 жовтня 1969, Ставрополь, Ставропольський край, РРФСР, СРСР) — російський політик.
Заступник голови Уряду Ставропольського краю з 27 вересня 2013 по 19 березня 2018.
7 червня 2019 року оголошений у міжнародний розшук у справі про шахрайство. На даний момент ховається від органів слідства.
1 травня 2020 року заарештований поліцією Іспанії в Аліканте за звинуваченням у розтраті грошей.

## Життєпис
Андрій Мурга народився 7 жовтня 1969 року в Ставрополі. Закінчив середню школу № 23.
У 1987—1991 роках навчався у Ставропольському вищому авіаційному училищі льотчиків і штурманів імені маршала авіації Судца.
У 1991—1992 роках служив в армії.
У 1992 році повернувся у Ставрополь.
У 1993 рокові відкрив власне підприємство «Норд-Сервіс».
У 2000 році навчався за президентською програмою «Підготовка кадрів для народного господарства» по спеціальності «Менеджер». У грудні 2006 року захистив кандидатську дисертацію з економіки.
У 2007 році обраний депутатом Думи Ставропольського краю Росії.
4 березня 2010 року очолив Торговельно-промислову палату Ставропольського краю.
У грудні 2011 року обраний депутатом Державної думи Російської Федерації, член фракції «Єдина Росія».
У березні 2012 року на позачерговій конференції члени Торговельно-промислової палати Ставропольського краю обрали президентом заступника міністра розвитку економіки Ставропольщини Євгена Бондаренка, однак Мурга через суд добився свого відновлення на посаді.
З 2013 по 2018 рік був заступником голови Уряду Ставропольського краю.
19 березня 2018 року залишив посаду віцепрем'єра Уряду Ставропольського краю.
2020 року Мурга запросив політичного притулку в Іспанії, натомість країна видала міжнародний ордер на арешт Мурги за розтрату. За даними слідства, він привласнив 3,5 млн рублів, виділених для створення сайту з рекламою продукції місцевих виробників. 1 травня 2020 року заарештований поліцією Іспанії в Аліканте за звинуваченням у розтраті грошей.

## Сім'я
Одружений, має чотирьох дітей, дружина керує рестораном «Veranda Italiana» та консалтинговою компанією «Єлисеївська».

## Нагороди
- Лист подяки Президента РФ;
- Медаль «За заслуги перед Ставропольским краєм».